# HD 49878
HD 49878 (M Camelopardalis) é uma estrela na direção da Camelopardalis. Possui uma ascensão reta de 07h 00m 03.85s e uma declinação de +76° 58′ 38.8″. Sua magnitude aparente é igual a 4.55. Considerando sua distância de 187 anos-luz em relação à Terra, sua magnitude absoluta é igual a 0.76. Pertence à classe espectral K4III.